# Lytta bipuncticollis
Lytta bipuncticollis es una especie de coleóptero de la familia Meloidae.

## Distribución geográfica
Habita en México.